# Ephraim (Utah)
Pour les articles homonymes, voir Ephraim (homonymie).
La ville d’Ephraim est située dans le comté de Sanpete, dans l’État d’Utah, aux États-Unis. Sa population s’élevait à 6 135 habitants lors du recensement de 2010, estimée à 7 146 habitants en 2017, ce qui en fait la plus grande ville du comté.

## Histoire
La ville a été fondée en 1854 par des mormons, scandinaves dans leur immense majorité, d’où son surnom : Little Denmark (« Petit Danemark »).
Ephraim est le siège du Snow College.

## À noter
Chaque année au mois de mai se tient le Festival de l’héritage scandinave.

## Source
- (en) Cet article est partiellement ou en totalité issu de l’article de Wikipédia en anglais intitulé « Ephraim, Utah » (voir la liste des auteurs).